# Paweł Szydeł
Paweł Szydeł (* 1963) je polský básník a prozaik. Autor myšlenky projektu internetového literárně-uměleckého čtvrtletníku POBOCZA, jeho spoluzakladatel a od roku 1998 jeho šéfredaktor. Vydal sbírky básní: „Niebo nie dla nieobecnego“ (2000 - Nebe nikoliv pro nepřítomného), „Złorzeczę prawu ciążenia“ (2005 - Proklínám zákon přitažlivosti). Jeho básně byly přeloženy do češtiny, srbštiny, běloruštiny, slovenštiny. Žije v Jastrzębci.